# Török Tamás (rendező)
Török Tamás (Budapest, 1925. május 31. – Budapest, 1993. április 7.) Jászai Mari-díj-as magyar rendező, író, dramaturg, érdemes művész.

## Életpályája
A Pázmány Péter Tudományegyetem magyar–filozófia–esztétika szakán végzett 1948-ban. A diplomája megszerzése után a Magyar Rádió rendezője lett, 1956 és 1957 között a dramaturgia vezetője volt. 1958-tól a győri Kisfaludy Színház dramaturgja, rendezője, 1960-tól a Hunnia Filmgyár dramaturgja volt. 1970 és 1985 között ismét a Magyar Rádió irodalmi igényességű, jó ízlésű, sokoldalú, árnyalatokra érzékeny rendezője volt. 1975-ben Jászai Mari-díjat kapott, 1983-ban Érdemes Művész lett.

## Fontosabb rendezéseiből
- Friedrich Schiller: Don Carlos
- Anton Pavlovics Csehov: Sirály
- Nyikolaj Fjodorovics Pogogyin: Életem dala
- Henrik Ibsen: John Gabriel Borkman
- Theodore Dreiser: Amerikai tragédia
- Fehér Klára: Nem vagyunk angyalok

## Könyvei
- Török Tamás. A rádió színpadán, 1970, MRT Tömegkommunikációs Kutatóközpont, 139. o.

- Török Tamás. A vértanú (regény), 1985, Szépirodalmi Kiadó, 164. o.. ISBN 9631531066

- Török Tamás. Kemény Zsigmond hallgatása (regény), 1986, Szépirodalmi Kiadó, 248. o.. ISBN 9631532763

- Török Tamás. Erdélyi Mefisztó (regény), 1988, Szépirodalmi Kiadó, 306. o.. ISBN 9631537595

- Török Tamás. Unitáriusok ( vallomások-könyvismertető), 1992, Magyarországi Unitárius Egyház, 121. o.. ISBN 9630015633

## Drámai művei
- Az eltüsszentett birodalom (1953)
- Dél Keresztje (1955)
- Esperanza (1957)

## Hangjátékai
- Albert Maltz: A tüzes nyíl (1959)
- Krúdy-fantázia (1974)
- A király és az idő (1989)
- Blandrata György szabadsága (1991)